# Beppe Quirici
Beppe Quirici (Genova, 25 febbraio 1954 – Genova, 31 marzo 2009) è stato un musicista e produttore discografico italiano.

## Biografia
Ha collaborato dal 1979 con Ivano Fossati e inoltre con Giorgio Gaber, Ornella Vanoni, Cristiano De André e, negli anni settanta e ottanta, con New Trolls, Loredana Bertè, Anna Oxa, Toquinho e altri.

## Premi
Nel 2007 ha ricevuto il Premio Tenco I suoni della canzone con la seguente motivazione:

## Collaborazioni
Walter Kaiser, Paolo Fresu, Tony Levin, Rita Marcotulli, Stefano Melone, Una Ramos, Enrico Rava, Trilok Gurtu, Riccardo Tesi, Elio Rivagli, Nguyên Lê, Mario Arcari, Armando Corsi, Gianluigi Trovesi, Antonello Salis, Roberto Gatto, Sergio Barlozzi, Javier Girotto, Fausto Mesolella, Marco Fadda, Vittorio Marinoni, Marti Jane Robertson, Renato Cantele, Maurizio Biancani, Allan Goldberg, Antonio Baglio, Claudio Giussani, Piero Bravin.

## Produzioni
- 1992 - Ivano Fossati - Lindbergh - Lettere da sopra la pioggia (Targa Tenco "Miglior Album dell'anno")
- 1993 - Ivano Fossati - Buontempo (album live)
- 1993 - Ivano Fossati - Dal vivo volume 2 - Carte da decifrare (album live)
- 1994 - Ivano Fossati - Il toro (colonna sonora)
- 1994 - Vincenzo Zitello - La via
- 1995 - Cristiano De André - Sul confine
- 1996 - Ivano Fossati - Macramè (Targa Tenco "Miglior Album dell'anno")
- 1997 - Ornella Vanoni - Argilla
- 1998 - Ivano Fossati - Canzoni a raccolta (inedito Il talento delle donne)
- 1998 - Ornella Vanoni - Adesso (album live)
- 1999 - Yo Yo Mundi - L'impazienza (due brani)
- 2000 - Ivano Fossati - La disciplina della Terra
- 2000 - Carlo Fava - Personaggi criminali
- 2001 - Armando Corsi - Duende
- 2001 - Giorgio Gaber - La mia generazione ha perso
- 2002 - Yo Yo Mundi - Alla bellezza dei margini
- 2003 - Giorgio Gaber - Io non mi sento italiano (Targa Tenco "Miglior Album dell'anno")
- 2004 - Carlo Fava - L'uomo flessibile
- 2006 - Noa, Carlo Fava & Solis String Quartet – Un discorso in generale ("Premio della Critica" Festival Sanremo 2006)
- 2007 - Germano Bonaveri - Magnifico
- 2007 - Giua - Giua (riedizione nel 2008 con il brano Tanto non vengo presentato al Festival di Sanremo 2008)